# Seznam nemških sociologov
Seznam nemških sociologov.

## A
- Theodor Wiesengrund Adorno (1903-1969)
- Peter Alheit
- Jutta Allmendinger (1956)
- Hannah Arendt (1906-1975)

## B
- Ulrich Beck (1944-2015)
- Reinhard Bendix
- Walter Benjamin (1892-1941)
- Frank Benseler (1929-2021)
- Klaus von Beyme (1934-2021) (politolog)
- Heinz Bierbaum (1946)
- Hans-Peter Blossfeld (1954)
- Karl Martin Bolte (1925-2011)
- Karl Dietrich Bracher (1922–2016) politolog, zgodovinar
- Hauke Brunkhorst (1945) (politični sociolog)
- Alfred Büllesbach (1942) (politolog)?
- Heinz Bude (1954)

## C
- Rauf Ceylan
- Detlev Claussen
- Heinrich Cunow (1862-1936)

## D
- Ralf Dahrendorf (1929-2009) (nemško-britanski)
- Wilhelm Dilthey (1833-1911)
- Wolfgang Donsbach
- Helmut Dubiel (1946-2015)
- Günter Dux (1933-)

## E
- Norbert Elias (1897-1990)
- Friedrich Engels (1820-1895)

## F
- Richard Faber (1943)
- Johannes Feest (1939)
- Iring Fetscher (1922–2014) (politolog)
- Peter Finke
- Ernst Fraenkel (1898–1975) (politolog)
- Hans Freyer (1887-1969)
- Carl Joachim Friedrich (1901-1984) (politolog)

## G
- Arnold Gehlen (1904-76)
- Ludwig Gumplowicz (1838-1909; Avstrija; utemeljitelj sociologije na nemškem govornem področju)

## H
- Jürgen Habermas (1929-)
- Michael Hallemann?
- Arnold Hauser (1892-1978) (umetnostni zgodovinar, sociolog umetnosti)
- Gunnar Heinsohn
- Hubert Heinelt (politolog)
- Walter R. Heinz (1939)
- Rolf G. Heinze
- Peter R. Hofstätter (avstr.-nem. socialni psiholog)
- François Höpflinger
- Max Horkheimer (1895-1973)
- Johannes Huinink (1952)
- Wulf D. Hund (1946)

## J
- Jabloner
- Peter-Erwin Jansen
- Franz Wilhelm Jerusalem

## K
- Franz-Xaver Kaufmann (Švicar)
- Otto Kirchheimer (1905-65)
- Hans-Dieter Klingemann (1937) (sociolog in politolog, dopisni član SAZU)
- Arno Klönne (1931-2015)
- Renate Köcher?
- Leo Kofler
- Eugen Kogon (1903-1987)
- René König (1906-1992)
- Siegfried Kracauer (1889-1966)
- Friedhelm Kröll

## L
- Siegfried Landshut (1897-1968) (sociolog in politolog)
- Rüdiger Lautmann (1935-)
- Nikolaus Lobkowicz (češ. Mikuláš Lobkowicz) (1931–2019) (politolog)
- Leo Löwenthal (1900–1993) (literarni sociolog)
- Richard Löwenthal (1908-1991) (politolog)
- Thomas Luckmann (1927-2016)
- Wolfgang Ludwig-Mayerhofer (1954)
- Niklas Luhmann (1927-1998)
- Kurt Lüscher (Švicar)

## M
- Karl Mannheim (1893-1947)
- Herbert Marcuse (1898-1979) (nemško-ameriški)
- Karl Marx (1818-1883)
- Hans Mayer (1907–2001)
- Hanna Meuter (1889-1964)
- Karl Ulrich Mayer (1945)
- Robert Michels (1876-1936) (nem.-ital.)
- Wilhelm Emil Mühlmann
- Herfried Münkler (politolog)
- Franz Carl Müller-Lyer

## N
- Oswald von Nell-Breuning  (1890–1991)
- Franz Leopold Neumann (1900-54)
- Jürgen Neumeyer (politolog)
- Elisabeth Noelle-Neumann (1916-2010) (politologinja)

## O
- Dietrich Oberndörfer 1929- (politolog)
- Franz Oppenheimer
- Ulrich Oevermann
- Claus Offe (1940) (politični soc.)
- Rudolf Otto (1869-1937)

## P
- Sigrid Paul (1929-2014) (nem.-avstrijska)
- Helmuth Plessner (1892-1985)
- Friedrich Pollock (1894-1970)
- (Miklavž Prosenc 1929-1978) ?
- (Jože Pučnik 1932-2003)

## R
- Hartmut Rosa

## S
- Helmut Schelsky (1912-1984)
- Erwin Scheuch (1928-2003)
- Alfred Schmidt (1931-2012)
- Peter W. A. Schmidt
- Franz Schultheis (nem.-fr.)
- Winfried  Schulz
- Monika Seifert (1932-2002)
- Volkmar Sigusch
- Georg Simmel (1858-1918)
- Werner Sombart (1863-1941)
- Wolfgang Streeck

## T
- Ferdinand Tönnies (1855-1936)

## V
- Hans-Joachim Veen (1944) (politolog)
- Steven Vertovec ?
- Karel Vodička (1949-2021) (češko-nemški politolog)

## W
- Alfred Weber (1868-1958)
- Max Weber (1864-1920)
- Ansgar Weymann (1945)
- Hanns Wienold (1944)
- J
- Christine Wimbauer (1973)
- Leopold von Wiese
- Karl August Wittfogel (1896–1988)
- Hellmut Wollmann (1936-) (politolog...)